# ساكي (مانغا)
ساكي (باليابانية: 咲-Saki-) هي سلسلة مانغا يابانية من تأليف ورسم ريتز كوباياشي، من قبل سكوير إنكس في مجلة يونغ غانغان، منذ 3 فبراير 2006. تم تجميع فصول المانغا في 16 مجلد تانكوبون، نشرت في 25 ديسمبر عام 2006 حتى 24 ديسمبر عام 2016. اقتبست إلى أنمي تلفزيوني من قبل استوديو جونزو، عرض الأنمي في 6 أبريل عام 2009 واستمر عرضه حتى 28 سبتمبر عام 2009، على تلفزيون طوكيو، وتكون من 25 حلقة.

## القصة
تدور أحداث القصة عن ساكي مياناغا، هي طالبة في السنة الأولى بالمدرسة الثانوية، لا تحب لعبة الماجونغ لأن أسرتها تجبرها دائمًا على لعبها. وبسبب هذا تعلمت كيف تحافظ على نقاطها عند مستوى الصفر، لا الفوز ولا الخسارة، وهي مهارة يقال إنها أكثر صعوبة من الفوز باستمرار. صديقتها من المدرسة المتوسطة، تقنعها بزيارة نادي جونغ الصغير عند دخولها إلى مدرسة كيوسومي الثانوية. وبعد أن اكتشف النادي قدرتها، قاموا بتجنيدها بشكل دائم وإقناعها بالفوز بدلاً من التعادل.

## الشخصيات
ساكي مياناغا (باليابانية: 宮永 咲، بالروماجي: Miyanaga Saki)
مؤدية الصوت: كانا أويدا
نودوكا هارامورا (باليابانية: 原村 和، بالروماجي: Haramura Nodoka)
مؤدية الصوت: آمي كوشيميزو
يوكي كاتاوكا (باليابانية: 片岡 優希، بالروماجي: Kataoka Yūki)
مؤدية الصوت: ريي كوغيميا
هيسا تاكي (باليابانية: 竹井 久، بالروماجي: Takei Hisa)
مؤدية الصوت: شيزوكا إيتو
ماكو سوميا (باليابانية: 染谷 まこ، بالروماجي: Someya Mako)
مؤدية الصوت: ريوكو شيرايشي
كيوتارو سوغا (باليابانية: 須賀 京太郎، بالروماجي: Suga Kyōtarō)
مؤدي الصوت: جون فوكوياما
شيزونو تاكاكامو (باليابانية: 高鴨 穏乃، بالروماجي: Takakamo Shizuno)
مؤدية الصوت: آوي يوكي
آكو أتاراشي (باليابانية: 新子 憧، بالروماجي: Atarashi Ako)
مؤدية الصوت: ناو توياما
كاورو ماتسومي (باليابانية: 松実 玄، بالروماجي: Matsumi Kuro)
مؤدية الصوت: كانا هانازاوا
يو ماتسومي (باليابانية: 松実 宥، بالروماجي: Matsumi Yū)
مؤدية الصوت: ماكو
أراتا ساغيموري (باليابانية: 鷺森 灼، بالروماجي: Sagimori Arata)
مؤدية الصوت: يومي أوتشياما
هاروي أكادو (باليابانية: 赤土 晴絵، بالروماجي: Akado Harue)
مؤدية الصوت: ناومي شيندو

## وصلات خارجية
- ساكي على موقع ANN manga (الإنجليزية)
- ساكي على سكوير إنكس
- موقع المانغا الرسمي (باليابانية)
- موقع الأنمي الرسمي (باليابانية)
- ساكي على تلفزيون طوكيو (باليابانية)

لا توجد روابط لمواقع التواصل الاجتماعي.